# 沙耶瓦底縣
沙耶瓦底縣為緬甸勃固省轄下的縣，其區域面積為7,269.6平方公里，2014年人口1,062,331人。該縣下分8個鎮區。沙耶瓦底為該縣之首府。

## 鎮區
以下為沙耶瓦底縣的鎮區：
- 九彬高鎮（Gyobingauk Township）
- 禮勃坦鎮（Letpadan Township）
- 敏拉鎮（Minhla Township）
- 莫紐鎮（Monyo Township）
- 納德林鎮（Nattalin Township）
- 奧波鎮（Okpho Township）
- 沙耶瓦底鎮（Tharrawaddy Township）
- 西貢鎮（Zigon Township）